# 朝尾直弘
朝尾 直弘（あさお なおひろ、1931年12月17日 - 2022年7月7日）は、日本の歴史学者（日本近世史）、京都大学名誉教授、文化功労者。住友史料館館長。

## 経歴
出生から修学期
1931年、大阪府吹田市で生まれた。 京都大学文学部に進学し、史学科で小葉田淳に師事した。1954年に卒業。京都大学大学院文学研究科国史学専攻に進み、1956年に修士課程を修了。1959年に博士課程を単位取得退学。
日本近世史研究者として
1960年、京都大学研修員に採用された。1963年より『堺市史（続編）』編集主任。1964年に学位論文『寛永時代の基礎的研究』を京都大学に提出して文学博士の学位を取得。1968年4月、京都大学文学部史学科助教授に就き、国史学第二講座を担当した。1980年12月、京都大学文学部史学科教授に昇格。1981年、ハーバード大学日本研究所招聘学者として渡米し在外研究。1990年から1992年まで、京都大学文学部長を務めた。1992年4月からは西田龍雄の後任として、京都大学附属図書館長。1995年3月に京都大学を退官し、名誉教授となった。
その後は、同1995年4月からは京都橘女子大学教授として教鞭を執った。2005年より京都橘大学客員教授。2022年7月7日 誤えん性肺炎のため京都市左京区の病院で死去。90歳没。

### 委員・役員ほか
- 歴史科学協議会代表委員(1973年)
- 冷泉家時雨亭文庫研究員(1983年～)
- 社団法人部落問題研究所嘱託研究員(1985年～)

## 受賞歴
- 1994年：『日本の近世』編集で毎日出版文化賞特別賞を受賞。

## 受章歴
- 1999年：紫綬褒章
- 2012年：文化功労者

## 研究内容・業績
京都大学の小葉田淳（鉱山史）に学び、『近世封建社会の基礎構造』や『日本近世史の自立』を発表して幕藩制社会の構造を研究した。同書は江戸時代の特徴を「兵農分離・石高制・鎖国」とする通説となった。
岩波講座日本歴史に寄せた「豊富政権論」をきっかけに近世初期の研究を進め、「幕藩制と天皇」、「鎖国制の成立」などを併せて『将軍権力の創出』を著し、織豊政権から徳川家康の江戸幕府創設、幕藩体制の完成に至るまでの基礎的な研究を行った。西洋史学から社会史が紹介されると、身分制に着目し始め、被差別民や近世都市の研究を切り開いた。

## 著書

### 単著
- 『近世封建社会の基礎構造 畿内における幕藩体制』御茶の水書房 1978
- 『日本近世史の自立』校倉書房 1988
- 『天下一統』(大系日本の歴史 8) 小学館 1988
  - 選書化 小学館ライブラリー 1993
- 『将軍権力の創出』岩波書店 1994
- 『都市と近世社会を考える：信長・秀吉から綱吉の時代まで』朝日新聞社 1995

著作集
- 『朝尾直弘著作集』(全8巻) 岩波書店 2003-2004

1. 1巻『近世封建社会の基礎構造』
2. 2巻『畿内からみた幕藩制社会』
3. 3巻『将軍権力の創出』
4. 4巻『豊臣・徳川の政治権力』
5. 5巻『鎖国』
6. 6巻『近世都市論』
7. 7巻『身分制社会論』
8. 8巻『近世とはなにか』

共編著
- 『大阪労音十年史：勤労者芸術運動の一つの歩み』編著、大阪勤労者音楽協議会、研文社 1962年
- 『大阪と堺』三浦周行共編、岩波文庫 1984
- 『新編 歴史と人物』三浦周行・林屋辰三郎共編、岩波文庫 1990
- 『日本の近世』(全18巻) 辻達也共編、中央公論社 1991-1993
- 『角川日本史辞典』宇野俊一・田中琢共編、角川書店 1996
- 『要説 日本歴史』東京創元社 1996
- 『堺の歴史：都市自治の源流』共著、角川書店 1999
- 『京都府の歴史』吉川真司・石川登志雄・水本邦彦・飯塚一幸共著、山川出版社 1999
- 『京の鴨川と橋：その歴史と生活』門脇禎二共編、思文閣出版 2001
- 『天下人の時代：16～17世紀の京都』田端泰子共編、平凡社 2003
- 『譜代大名井伊家の儀礼』サンライズ出版(彦根城博物館叢書) 2004
- 『住友の歴史』監修、思文閣出版 2013-2014

1. 上　2013年
2. 下　2014年

記念論集
- 『日本国家の史的特質 近世・近代』朝尾直弘教授退官記念会編、思文閣出版 1995
- 『日本社会の史的構造 近世・近代』朝尾直弘教授退官記念会編、思文閣出版 1995